# Liste von Medresen in Bosnien und Herzegowina

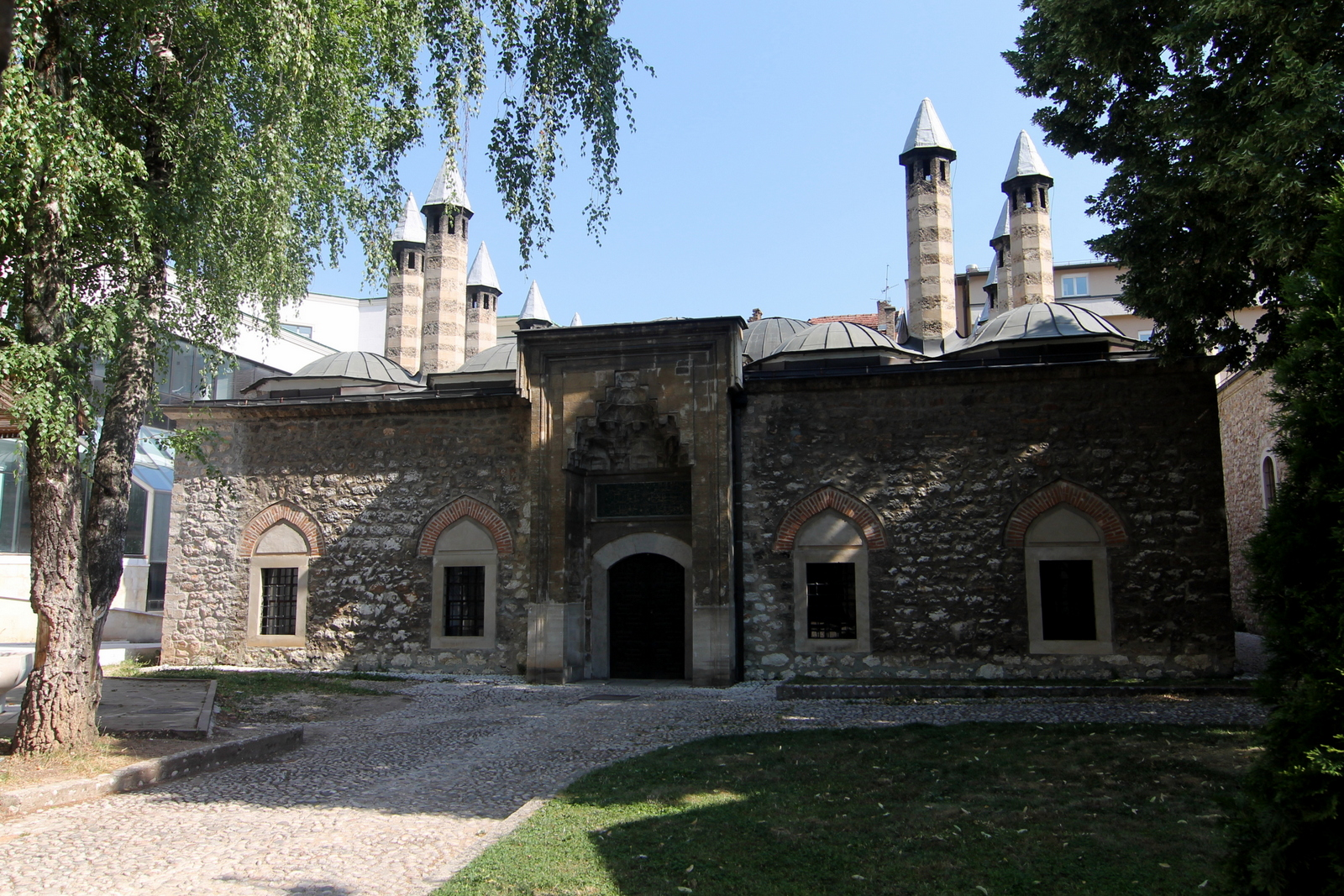
Gazi Husrev-Beg-Medrese in Sarajevo

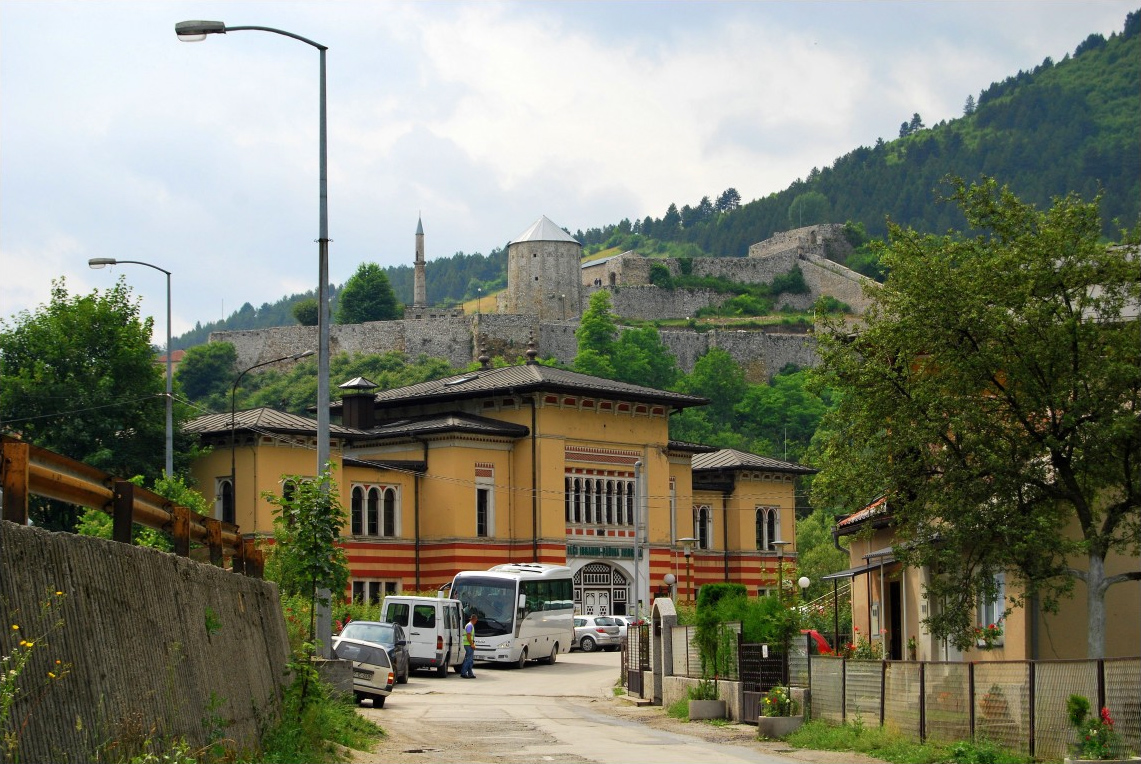
Elči-Ibrahim-Pascha-Medresa

Dies ist eine Liste von Medresen in Bosnien und Herzegowina. 
Die wichtigsten Medresen (Singular türkisch medrese; bosnisch medresa), d. h. islamischen Hochschulen, werden alle von der Islamischen Gemeinschaft in Bosnien und Herzegowina (Islamska zajednica u Bosni i Hercegovini; engl. Islamic Community in Bosnia and Herzegovina, Abk. ICBH) - der wichtigsten muslimischen Organisation in Bosnien und Herzegowina - betrieben, deren Hauptsitz sich in Sarajevo befindet.
Die älteste ist die 1537 gegründete Gazi Husrev-beg-Medresa in Sarajevo.

## Übersicht
- Gazi-Husrev-bey-Medresa; gegr. 1537 Sarajevo
- Elči-Ibrahim-Pascha-Medresa, gegr. 1705, neugr. 1993, Travnik
- Karađoz-bey-Medresa, gegr. 1557, neugr. 1995, Mostar
- Medresa Osman ef. Redžović, gegr. 1992/93, Visoko
- Medresa Džemaluddin Uddin Čaušević, gegr. 1867 Cazin
- Behram-begova-Medresa (Behram-Bey-Medresa), gegr. 1626, neugr. 1993, Tuzla